# Lieferinger Dorfbrunnen

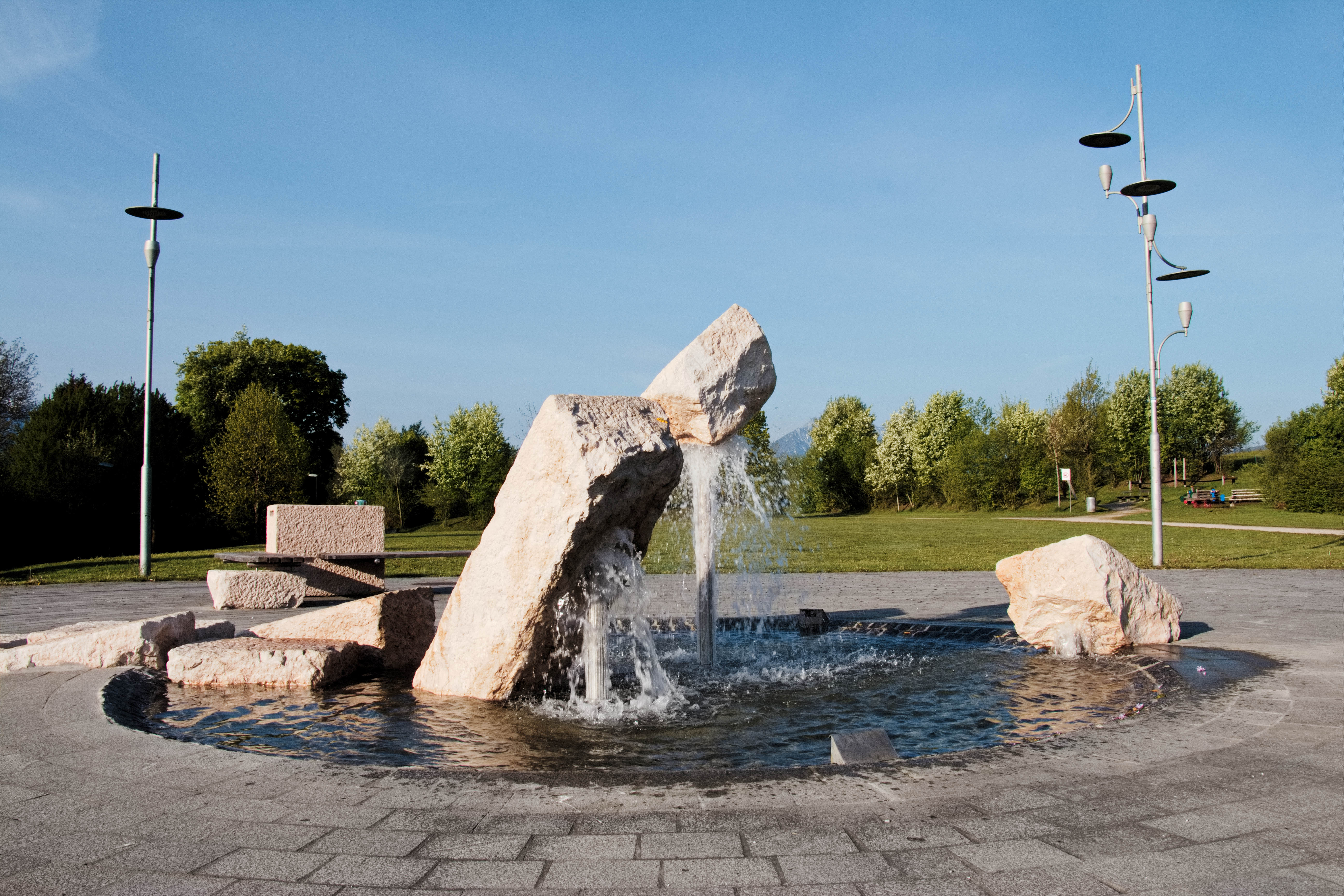
Der Lieferinger Dorfbrunnen

Der Lieferinger Dorfbrunnen ist ein in der Stadt Salzburg befindlicher, 2005 aufgestellter Brunnen im Stadtteil Liefering auf der Überdachung des Lieferinger Tunnels. Er ist einer von 51 stadteigenen Brunnen.

## Geschichte und Bedeutung
Das ehemals eigenständige Dorf Liefering wurde ab 1939 mit dem Bau der damaligen von Deutschland kommenden Reichsautobahn nach Wien (heute Westautobahn) quasi in zwei Teile zerschnitten, was bis zuletzt als schmerzhaft wahrgenommen wurde. Die Lieferinger Bevölkerung, die trotz ihrer Zugehörigkeit zur Stadt Salzburg seit 1939 eine eigenständige Identität bewahrt hat und sich selbst als das Dorf in der Stadt bezeichnet, forderte ab den 1980er Jahren vehement aus Umweltschutzgründen eine Einhausung der Autobahn im Bereich von Liefering. Als Resultat wurde 2001 der Lieferinger Tunnel fertiggestellt, der von der ansässigen Bevölkerung als freudige Wiedervereinigung des Dorfes empfunden wird.
Bei der Gestaltung der Überdachung des Tunnels wurden auch Wünsche der Lieferinger Bevölkerung berücksichtigt, und die Überdeckung wurde zum größeren Teil in Form eines Freizeitgeländes gestaltet. Außer dem 2004 eröffneten sog. Tunnelspielplatz wurde 2005 ein Brunnen angelegt, der in der Folge von den Einheimischen als Dorfbrunnen bezeichnet wird und an die soziale Funktion eines solchen als geselliger Treffpunkt anschließen soll. Zudem wird der neu geschaffene freie Platz über dem Tunnel wiederholt als Dorfplatz bezeichnet.

## Gestaltung und Wirkabsicht
Mit dem Entwurf des Brunnens wurde der Salzburger Bildhauer Hartwig Mülleitner (* 1968) beauftragt, der in der Folge auch den übrigen Platz auf der Überdachung des Lieferinger Tunnels gestaltete. Als Baumaterial kamen Blöcke aus Untersberger Marmor im Ausmaß von rund 60 × 60 × 60 cm bis 60 × 60 × 230 cm zum Einsatz. Die Steine wurden in bestem Zustand an einer nahegelegenen Stelle 1996/1997 bei Bauarbeiten gefunden. Es handelt sich dabei aller Wahrscheinlichkeit nach um Teile aus einem Bauwerk aus der Römerzeit. Der Raum Liefering ist seit der römischen Antike besiedeltes Gebiet.
Der Brunnen besteht in Form eines kreisrunden, mit Granit ausgekleideten Beckens, aus dem mehrere dieser Steinblöcke herausragen. Drei sind an Edelstahlrohren angebracht, die an der Basis von einem Düsenkranz umgeben mit Wasser besprüht werden. So entsteht der Eindruck, als würden die Steine durch das von unten kommende Wasser hochgehoben, sodass sich ein Wechselspiel von schwerer Masse und Leichtigkeit ergibt. Nachts ist die Konstruktion mittels einer Glasfaserlichtleitung von innen beleuchtet. Weitere dieser Steine sind in geringer Entfernung um den Brunnen platziert sowie für die daneben befindliche Sitzbank als Unterbau verwendet.
Gestaltungskonzept „Weg“

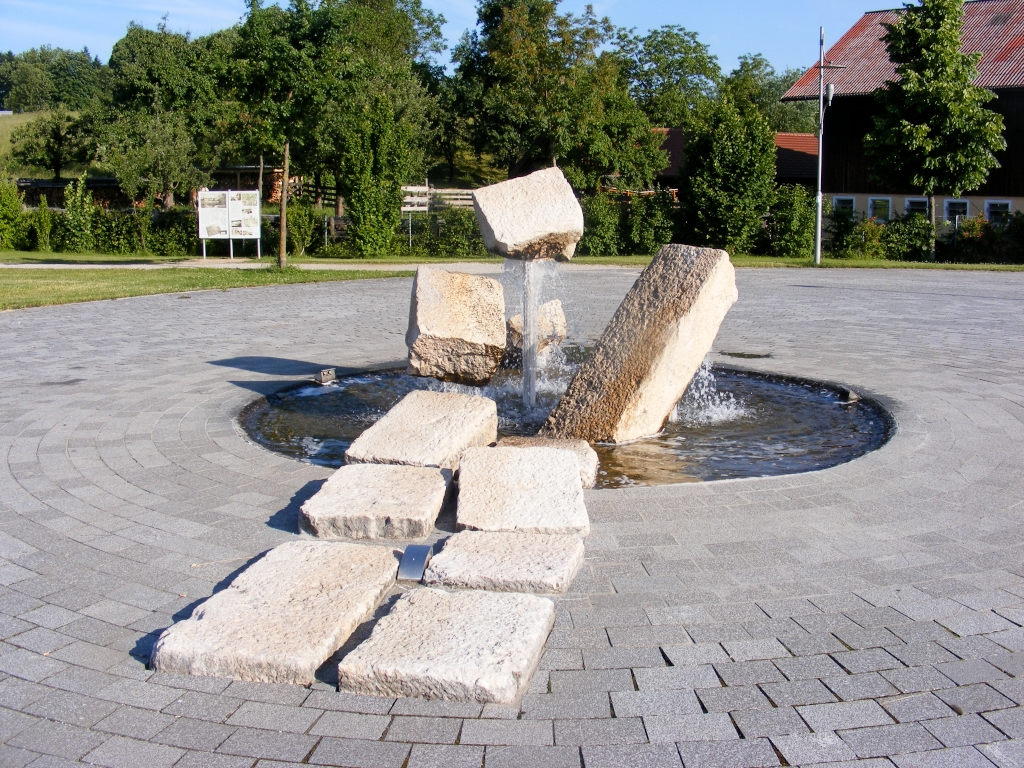
Das künstlerische Konzept „Weg“, ersichtlich am Zugang zum Brunnen

Ein Konzept, das Mülleitner bei der Gestaltung des Brunnens auch verfolgte, war der „Weg“. Der Idee zugrunde liegt zum einen der Umstand, dass die Römerstraße Via Julia von Salzburg nach Augsburg durch das heutige Liefering führte, womit ein Bezug zum alten Steinmaterial hergestellt wird. Zum anderen war ein weiterer Weg, die Autobahn, mehr als ein halbes Jahrhundert lang maßgeblich für das Empfinden der Lieferinger. Zuletzt führt mit der Herstellung eines vereinigten Liefering durch die Überbrückung der Autobahn auf dem Tunnel ein neuer Weg nach Liefering. Zum Ausdruck kommt die Idee durch einen angedeuteten Weg zum Brunnen. Mehrere Steine außerhalb des Brunnenbeckens sind so gelegt, dass sie als Zugang zum Brunnen gesehen werden können. Mit der losen Anordnung der Steine entsteht überdies der Eindruck einer antiken Straße. Der Weg zum Brunnen respektive seine Zugänglichkeit ist auch insofern vorhanden, als er nicht abgehoben gestaltet ist, sondern ohne eine Einfassung überwinden zu müssen unmittelbar betreten werden kann. Letztlich ist der Lieferinger Dorfbrunnen entgegen vielen anderen Brunnen in der Stadt zur Winterzeit nicht mit einer Einhausung versehen und bleibt sichtbar.